# Rekristallisation

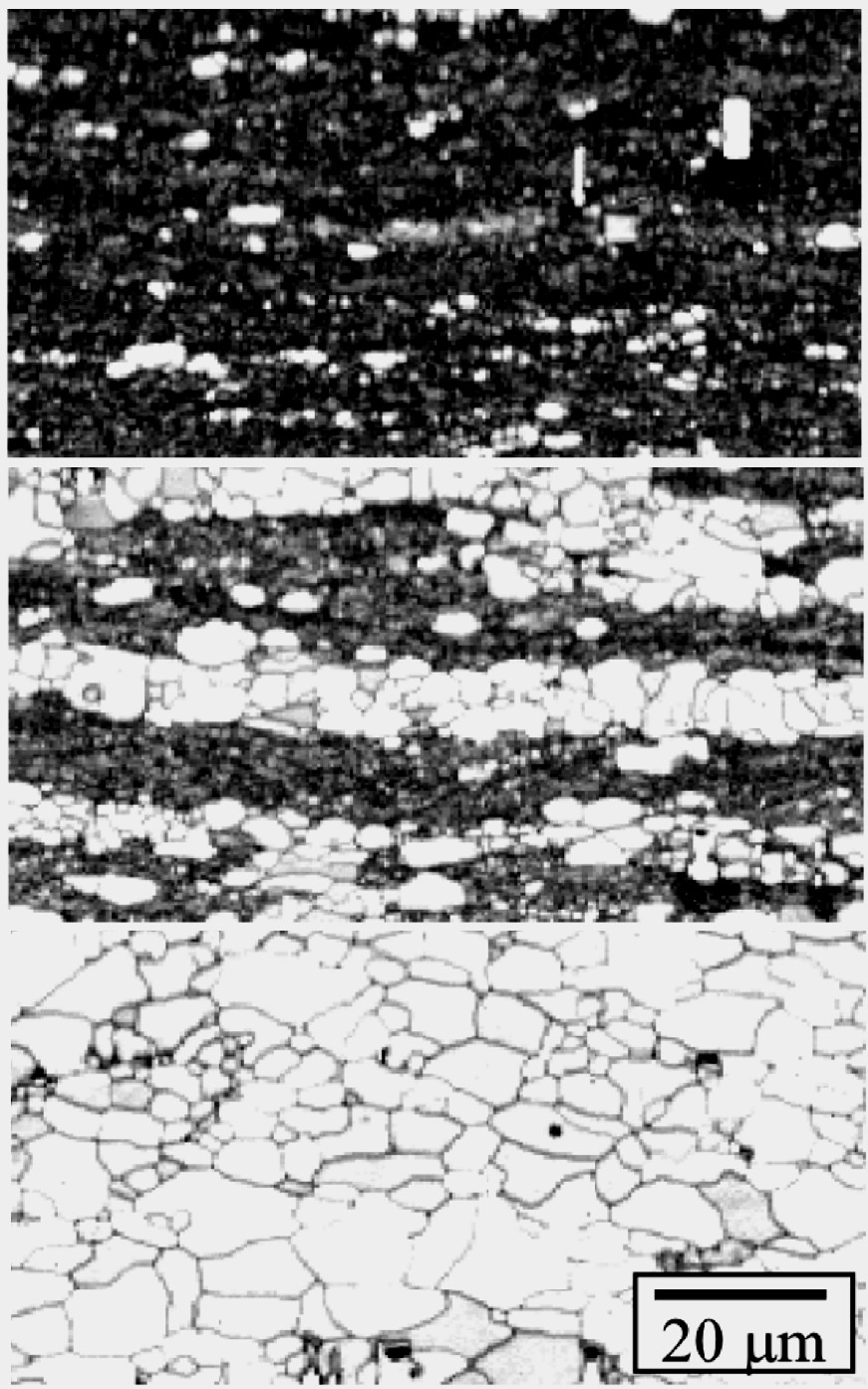
Verlauf der Rekristallisation bei Aluminium. Im Rahmen der Kristallisation neugebildete Körner erscheinen hell

Rekristallisation ist ein Begriff aus der Metallkunde und Kristallographie und beschreibt den Abbau von Gitterfehlern in Kristalliten durch Gefügeveränderungen in Folge von Keimbildung und Kornwachstum. Er geht mit einer Festigkeitsabnahme und üblicherweise einer Kornfeinung einher. Voraussetzung sind durch die Umformung eingebrachte Versetzungen, als Keime für die Kristallitneubildung.
Wenn die Umformung oberhalb der Rekristallisationstemperatur abläuft, kann dynamische Rekristallisation beobachtet werden; nach Abschluss der Umformung läuft statische Rekristallisation ab. Die Rekristallisation schließt sich (insbesondere bei kubisch raumzentrierten Metallen) an die dynamische oder statische Erholung an, die durch Umordnung von Gitterfehlern zu einem Festigkeitsabbau führt.
Rekristallisation wird in der Rekristallisationsglühung genutzt, die nach einer Kaltumformung angewendet wird, um die Verfestigung abzubauen und das angestrebte Gefüge einzustellen. Dazu wird der Werkstoff oberhalb der Rekristallisationstemperatur erwärmt.

## Mechanismus
Bei der Rekristallisation bilden sich innerhalb eines Kristalls neue Körner. Die Keimbildung dieser neuen Körner geht von den Stellen im Gefüge aus, an denen sich die meisten Versetzungen befinden. Dies ist der Fall an Korngrenzen, Einschlüssen und statischen Versetzungen wie z. B. Kleinwinkelkorngrenzen, wo es bei plastischer Verformung zum Versetzungsstau kommt. Zunächst bilden sich Subkörner, die im Verlauf der Rekristallisation zusammenwachsen und sich in die Umgebung ausdehnen. Die Aktivierungsenergie der Rekristallisation setzt sich aus der Kristallisationsenthalpie und der Oberflächenenergie des Kristallkeimes zusammen.
Die Rekristallisation findet im Gefüge nach einer Umformung statt, die über dem kritischen Umformgrad bzw. dem kritischen Reckgrad liegt. Dieser entspricht bei den meisten Metallen eine Dehnung von rund fünf Prozent. Darunter gibt es nicht genügend Versetzungen, aus denen Rekristallisationskeime entstehen könnten; selbst besonders hohe Temperaturen können in diesem Fall keine Rekristallisation bewirken.
- Liegt der Umformgrad knapp unterhalb des kritischen Umformgrades, so bilden sich nur wenige Rekristallisationskeime, die sich weitestgehend ungehindert ausbreiten können; die Korngröße nach Abschluss der Rekristallisation ist hoch.
- Liegt vor Beginn der Rekristallisation hingegen ein hoher Umformgrad durch Kaltverfestigung vor, so gibt es viele Versetzungen und somit auch viele Rekristallisationskeime, die sich rasch gegenseitig stoppen: Die Korngröße ist klein.

Hingegen nimmt die Rekristallisationstemperatur – bis auf Sonderfälle bei besonders kleinem und besonders großem Umformgrad – nur einen vernachlässigbaren Einfluss auf die mittlere Korngröße.

## Kinetik
Die Rekristallisationskinetik läuft in drei Stufen ab, der Keimbildung, dem Kornwachstum und dem Aufeinandertreffen von rekristallisierten Körnern.

### Keimbildung
Für eine Rekristallisationskeimbildung müssen drei Instabilitäten gleichzeitig überwunden werden:
- Die thermodynamische Instabilität: Erst ab einer kritischen Keimgröße geht weiteres Wachstum mit einer Verringerung der freien Enthalpie einher.
- die mechanische Instabilität: Eine Bewegungsrichtung kann z. B. durch einen Defektdichtegradienten gegeben werden.
- die kinetische Instabilität: Großwinkelkorngrenzen haben eine höhere Mobilität, aber auch eine höhere Oberflächenenergie.

### Kornwachstum
Mathematisch kann das Kornwachstum in Näherung mit konstanter Kornwachstumsrate beschrieben werden. Kolmogorov beschrieb dieses Modell 1937. Aus einem Punkt wächst nach der Keimbildungszeit {\displaystyle t_{0}} mit der Rate {\displaystyle G} über die Zeit {\displaystyle t} eine Kugel mit Radius {\displaystyle R}:
{\displaystyle R=G(t-t_{0})}
Der Volumenanteil {\displaystyle f} des rekristallisierten Gefüges wird dann zusammen mit der Keimbildungsrate {\displaystyle {\dot {N}}} berechnet:
{\displaystyle {\begin{aligned}f&={\frac {4}{3}}\pi \ {\dot {N}}G^{3}\int _{0}^{t}(t-t_{0})^{3}\,dt\\&={\frac {\pi \ }{3}}{\dot {N}}G^{3}t^{4}\end{aligned}}}
Diese Gleichung gilt in den frühen Stadien der Rekristallisation, wenn {\displaystyle f\ll 1} ist und die wachsenden Körner nicht aufeinanderstoßen.

### Aufeinandertreffen der rekristallisierten Körner
Sobald die Körner in Kontakt kommen, verlangsamt sich die Wachstumsrate und wird durch die Johnson-Mehl-Gleichung mit dem Anteil des nicht rekristallisierten Gefüges {\displaystyle (1-f)} in Beziehung gesetzt:
{\displaystyle f=1-\exp \left(-{\frac {\pi \ }{3}}{\dot {N}}G^{3}t^{4}\right)}
Diese Gleichung liefert zwar eine bessere Beschreibung des rekristallisierten Gefügeanteils, setzt aber immer noch voraus, dass die Körner kugelförmig sind, die Keimbildungs- und Wachstumsraten konstant sind, die Keime zufällig verteilt sind und die Keimbildungszeit {\displaystyle t_{0}} klein ist. In der Realität sind nur wenige dieser Annahmen tatsächlich gültig, weshalb modifizierte Modelle verwendet werden.

## Rekristallisationstemperatur
Als Rekristallisationstemperatur wird diejenige Temperatur bezeichnet, bei der ein Werkstoff innerhalb einer Betrachtungszeit vollständig rekristallisiert. Sie wird häufig als Faustregel mit 40 % oder 50 % der absoluten Schmelztemperatur (s. homologe Temperatur) abgeschätzt.
Ein höherer Umformgrad senkt die Rekristallisationstemperatur. Im Stahl kann sie bei thermomechanischer Behandlung durch die Mikrolegierungselemente Titan und Niob heraufgesetzt werden, die während der Warmumformung als feine Partikel ausscheiden. Bsp.: 0,1 % Niob erhöhen die Rekristallisationstemperatur um 300 K.
Findet Umformung oberhalb der Rekristallisationstemperatur statt, so spricht man von Warmumformung, darunter handelt es sich um Kaltumformung bzw. Halbwarmumformung, wenn das Metall angewärmt wird, aber die Rekristallisationstemperatur nicht überschreitet.

## Riesenkornbildung
Ein Sonderfall liegt bei hohen Rekristallisationstemperaturen und gleichzeitig hohem Umformgrad vor: Hierbei entsteht ein Gefüge aus vielen sehr kleinen Körnern und einzelnen, deutlich größeren Riesenkörnern. Der Grund: Je größer die Anzahl an Rekristallisationskeimen, desto höher die Wahrscheinlichkeit, dass einige nebeneinanderliegende Körner ein Kristallgitter gleicher Orientierung haben. Diese Körner wachsen zusammen, haben durch ihre Größe einen Wachstumsvorteil und zehren in der Folge kleine, in der Nachbarschaft liegende Körner auf.
Riesenkörner sind technisch unerwünscht, da sie die Zähigkeit eines Werkstoffs verringern. Beim Rekristallisationsglühen wird daher der kritische Bereich, in dem sich Riesenkörner bilden können, gemieden. Für Aluminium liegt dieser Bereich bei Umformgraden oberhalb von etwa 60 Prozent und gleichzeitiger Rekristallisationstemperatur von über 500 °C.

## Sekundäre Phasen
Viele Legierungen von industrieller Bedeutung haben einen gewissen Volumenanteil an Ausscheidungen oder weiteren Phasen, sei es durch absichtliche Legierungszusätze oder aufgrund von Verunreinigungen. Abhängig von ihrer Größe und Verteilung können solche Phasen und Partikel die Rekristallisation entweder fördern oder verzögern.

### Kleine Partikel
Die Rekristallisation wird bei kleinen, eng beieinander liegenden Teilchen durch Zener-Pinning sowohl an Klein- als auch Großwinkelkorngrenzen verhindert oder erheblich verlangsamt. Dieser Druck wirkt direkt gegen die treibende Kraft, die aus der Versetzungsdichte entsteht, und beeinflusst sowohl die Keimbildung als auch die Wachstumskinetik.
Der Effekt kann in Bezug auf das Teilchendispersionsniveau {\displaystyle F_{v}/r} rationalisiert werden, wobei {\displaystyle F_{v}} der Volumenanteil der zweiten Phase {\displaystyle r} der Radius ist:
- Bei niedrigem {\displaystyle F_{v}/r} wird die Korngröße durch die Anzahl der Partikel bestimmt und kann daher zunächst sehr klein sein. Die Körner sind jedoch in Bezug auf das Kornwachstum instabil und werden daher während des Glühens wachsen, bis die Teilchen einen ausreichenden Pinning-Druck ausüben, um sie zu stoppen.
- Bei moderatem {\displaystyle F_{v}/r} wird die Korngröße immer noch durch die Anzahl der Kerne bestimmt, aber jetzt sind die Körner stabil in Bezug auf normales Wachstum.
- Bei hohem {\displaystyle F_{v}/r} ist die nicht rekristallisierte verformte Struktur stabil, die Rekristallisation wird unterdrückt.

### Große Partikel
Die Spannungsfelder um nicht verformbare große Partikel (< 1 μm) sind durch hohe Versetzungsdichten und große Orientierungsgradienten gekennzeichnet und damit ideale Orte für die Entwicklung von Rekristallisationskeimen. Dieses Phänomen, das als partikelstimulierte Keimbildung bezeichnet wird, bietet eine der wenigen Möglichkeiten, die Rekristallisation über die Partikelverteilung zu steuern.